# Paulus Arajuuri
Paulus Arajuuri, né le 15 juin 1988 à Helsinki en Finlande, est un footballeur international finlandais. Il évolue au poste de défenseur central à l'IFK Helsinki.

## Biographie

### En club

#### Jeunesse
Né à Helsinki en Finlande, Paulus Arajuuri fait ses débuts au niveau senior dans les rangs du FC Espoo lors de la saison 2005. Il fit 8 apparitions et marqua un but. Au cours de la saison 2006, il fit une apparition en Veikkausliiga avec le FC Honka face à son rival du HJK Helsinki. Pour la saison 2007, il rejoint le HJK Helsinki et découvre le monde professionnel. Toutefois il ne fit aucune apparition dans l'équipe première, et passa toute la saison à jouer pour l'équipe réserve du Klubi-04.

#### IFK Mariehamn
Originaire d'Helsinki, Arajuuri déménagea dans le Åland et intégra le club de l'IFK Mariehamn en 2008. Au cours de sa première saison avec Mariehamn, il participa à tous les matchs sauf deux, soit un total de 24 apparitions. Au cours de l'été 2009, Arajuuri fut au cœur d'un transfert avec le club suédois du Djurgårdens IF. L'agent du joueur, Jonas Wirmola, a admis dans l'un des principaux journaux d'Åland que Djurgården et plusieurs autres clubs avaient manifesté leur intérêt pour le jeune défenseur finlandais. 

#### Kalmar FF
Finalement, Arajuuri signa un contrat de quatre ans sur un transfert Bosman avec les champions suédois du Kalmar FF le 24 septembre 2009. Il inscrivit ses premiers buts en championnat pour son nouveau club contre GAIS le 23 juin 2011.  Arajuuri disputa un total de dix matchs lors de l'Allsvenskan 2011 , dont neuf en tant que titulaire. Kalmar terminera huitième du championnat, et perdit sa finale de la Coupe de Suède contre le Helsingborgs IF. Cependant, grâce à leur participation en finale, Kalmar s'est qualifié pour les éliminatoires de la Ligue Europa. Arajuuri a connu une véritable percée à Kalmar lors de la saison 2012, lorsqu'il s'est imposé dans la formation de départ. Arajuuri disputera un total de 21 matchs, tous en tant que titulaire.  Arajuuri est également apparu en Ligue Europa. Kalmar s'est qualifié pour le troisième tour de qualification, mais l'équipe a été éliminée par le club suisse du BSC Young Boys. Arajuuri stabilisa son rôle de titulaire pendant la saison 2013 et fut également  nommé capitaine de l'équipe.  Arajuuri disputera 12 matchs, mais sa saison sera interrompue par une blessure à la hanche.

#### Lech Poznań
En janvier 2014, Paulus Arajuuri rejoint la Pologne et le club du Lech Poznań. Le transfert est annoncé dès le mois d'août 2013. Arajuuri fait ses débuts pour le Lech Poznań le 5 avril 2014 lors d'un match à domicile contre le Jagiellonia Białystok. Il fit cinq apparitions dans la seconde moitié de la saison 2013-2014, dont quatre en tant que titulaire. Lech finira deuxième de l'Ekstraklasa derrière le Legia Varsovie qui remportera le championnat. Lech atteint les éliminatoires de la Ligue Europa la saison suivante. Arajuuri devint progressivement un joueur permanent dans la formation de départ de Lech Poznań sur l'année 2014. Il marqua son premier but en championnat le 14 février 2015 lors du match nul 1–1 à l'extérieur contre le Pogoń Szczecin. Au cours de la saison 2014-15, Arajuuri fit un total de 25 apparitions pour trois buts. Lech remportera l'Ekstraklasa et la Supercoupe de Pologne, et se  qualifiera pour les éliminatoires de l'UEFA Champions League.  Arajuuri est également apparu sur la feuille de match lors de la finale perdue de la Coupe de Pologne, contre le Legia Varsovie. Après avoir été éliminée des éliminatoires de l'UEFA Champions League, l'équipe s'est qualifiée pour la phase de groupes de la Ligue Europa. Arajuuri a fait ses débuts en Ligue Europa le 17 septembre 2015 lors du match à domicile contre le club portugais du Belenenses. Cependant, l'équipe terminera troisième du groupe derrière le FC Bâle et la Fiorentina.

#### Brøndby IF
En juillet 2016 est annoncé le transfert de Paulus Arajuuri au Brøndby IF. Le défenseur rejoint officiellement le club danois en janvier 2017, à expiration de son contrat,. Arajuuri fait ses débuts en Superliga le 12 mars 2017 lors d'un match à l'extérieur contre l'AC Horsens. Il disputa huit matches au cours de la saison printanière 2016-17, dont six en tant que titulaire. Brøndby finira deuxième du championnat danois derrière le FC Copenhague. Brøndby s'est qualifié de cette manière directement pour les éliminatoires de la Ligue des champions la saison suivante. L'équipe s'est également qualifiée pour la finale de la Coupe du Danemark, finale perdue contre Copenhague. La saison 2017-2018 d'Arajuuri et Brøndby débuta avec des matchs de qualification de la Ligue Europa, où ils ont, entre autres, affronté l'équipe finlandaise du Vaasan Palloseura. Cependant, Brøndby a été éliminé avant d'atteindre la phase de groupes. Arajuuri consolida sa place dans la formation et a disputa un total de 28 matches de Superliga ainsi que deux matches de qualification pour la Ligue Europa. Il marqua son premier but en Superliga le 3 décembre 2017 lors d'une victoire 1 à 3 à l'extérieur contre SønderjyskE. L'équipe survolera la Superliga pendant une grande partie de la saison, mais terminera une nouvelle fois deuxième derrière le FC Midtjylland. Brøndby a de nouveau atteint les éliminatoires de la Ligue Europa et l'équipe a remporté la Coupe du Danemark en battant Silkeborg IF en finale. Lors de la saison 2018-2019,  Brøndby jouera de nouveau les éliminatoires de la Ligue Europa, où ils ont finalement été éliminés par le KRC Genk avant d'atteindre la phase de groupes.  Arajuuri jouera un total de 26 matches de championnat au cours de la saison, ainsi que trois matchs comptant pour les éliminatoires de la Ligue Europa.  Brøndby termina quatrième de la Superliga et atteignit les éliminatoires de la Ligue européenne. Encore une fois, Brøndby a atteint la finale de la Coupe du Danemark, mais perdra contre le FC Midtjylland.

#### Paphos FC
Le 28 août 2019, Paulus Arajuuri quitte le Brøndby IF après deux ans et demi au club et s'engage en faveur du Paphos FC.

#### Retour en Finlande
Le 15 juillet 2022, Paulus Arajuuri fait son retour en Finlande en s'engageant librement avec le HJK Helsinki.

### En sélection
Arajuuri honora sa première sélection en équipe de Finlande le 18 janvier 2010, lors d'un match amical remporté par la Corée du Sud sur le score de 2-0. 
Il est par la suite membre des 26 joueurs sélectionnés par Markku Kanerva pour disputer l'Euro 2020, première compétition internationale officielle de l'histoire pour les finlandais. Le 12 juin 2021, il est titulaire pour le premier match de la Finlande à l’Euro 2020. Cette rencontre sera malheureusement célèbre pour avoir vu le malaise cardiaque de Christian Eriksen. Arajuuri disputera la totalité des matchs du tournoi face à la Russie (défaite 0-1) , la Belgique (défaite 0-2) et le Danemark donc. Les finlandais sortiront dès la phase de poules. Il sera d'ailleurs le capitaine de l'équipe finlandaise face à la Russie. 
Il met un terme à sa carrière internationale le 13 novembre 2021 après une victoire 3-1 face à la Bosnie-Herzégovine lors d'un match comptant pour les éliminatoires de la Coupe du monde 2022.  

## Palmarès
- Championnat de Pologne:
  - Vainqueur: 2015
- Supercoupe de Pologne:
  - Vainqueur: 2015
- Coupe du Danemark:
  - Vainqueur: 2018